# Lenda Murray
Lenda Murray (Detroit, Míchigan; 22 de febrero de 1962) es una culturista profesional estadounidense.

## Primeros años y educación
Nació en 1962 en Detroit (Míchigan), hija de Darcelious y Louvelle Murray, y comenzó a participar en deportes organizados a los 15 años. En el instituto Henry Ford, Murray fue velocista de récord y animadora del equipo universitario. Posteriormente, estudió en la Universidad de Míchigan Occidental. Durante su estancia en la universidad continuó siendo animadora, llegando a convertirse en la segunda chica afroamericana en ser elegida reina de la universidad en 1982.
Tras un breve período como animadora de los Michigan Panthers en la ya desaparecida United States Football League, trabajó con los Michigan Panthers durante dos años y luego fue invitada a hacer una prueba para las animadoras de los Dallas Cowboys. Después de hacer la prueba para el grupo y pasar el penúltimo corte, decidió que debía adelgazar un poco sus muslos.

## Carrera en el culturismo

### Amateur
En 1984, se apuntó a un gimnasio, el Powerhouse Gym, en Highland Park (Míchigan). A los dos primeros días de entrar en el gimnasio, Ron Love, un competidor de los Nacionales NPC, le dijo que tenía el físico para ser culturista. Después de un año de entrenamiento para mantenerse en forma, decidió competir en los Campeonatos de Ms. Michigan de 1985. Tras quedar en cuarto lugar, quedó enganchada al deporte. Su padre no acudió a su primera competición de culturismo, pero sí a otras. Ascendió rápidamente de categoría y pronto ganó concursos a nivel estatal y regional. En 1989, se convirtió en profesional en los Campeonatos Norteamericanos de la IFBB.

### Profesional
1990-1997
Murray pronto se convirtió en una presencia habitual en las revistas de culturismo y en el tema favorito del fotógrafo Bill Dobbins, que se centró en ella en sus libros The Women y Modern Amazons. En el Ms. Olympia de 1990, Murray sucedió a la seis veces campeona Corinna Everson y derrotó a Bev Francis para convertirse en la campeona del Ms. Olympia, un título que Murray mantendría durante seis años, de 1990 a 1995. Apareció en publicaciones de gran tirada como Sports Illustrated, Ebony, Mademoiselle y Vanity Fair, así como en el ensayo fotográfico Women de Annie Leibovitz. El físico de Murray se convirtió en el estándar con el que ahora se juzga a las culturistas profesionales: una figura de reloj de arena, con hombros anchos que se estrechan en un torso en forma de V y una parte inferior del cuerpo proporcionalmente desarrollada. En el Ms. Olympia de 1991, Murray ganó el margen más estrecho de victoria de cualquier Ms. Olympia, superando a Bev Francis por un resultado final de 31 a 32. Posteriormente, ganaría el concurso de Ms. Olympia en 1992, 1993, 1994 y 1995.
Primera retirada
Perdió el título de Ms. Olympia frente a Kim Chizevsky-Nicholls en 1996, y se retiró tras quedar de nuevo en segundo lugar frente a Chizevsky-Nicholls en diciembre de 1997.
2002-2004
Sin embargo, tras cuatro años de retirada, volvió a participar en el Ms. Olympia y ganó dos títulos más, en 2002 y 2003.
Segunda retirada
En 2004 quedó segunda en la categoría de peso pesado, por detrás de Iris Kyle, y volvió a retirarse de la competición.

### Legado
Ha ganado ocho títulos generales de Ms. Olympia y tiene dos victorias profesionales en su categoría de peso. Es la segunda culturista femenina con más éxito de la historia, sólo superada por Iris Kyle. Del 28 de febrero de 2003 al 31 de mayo de 2003, ocupó el primer puesto en la lista de clasificación profesional de culturismo femenino de la IFBB.
Murray ya había hecho comentarios para eventos de culturismo en ESPN de 1993 a 1996. En 2010, Murray fue incluida en el Salón de la Fama de la IFBB. En marzo de 2011, se convirtió en miembro del Salón Nacional de la Fama del Fitness y recibió el premio de manos de Arnold Schwarzenegger. Todos los años hay una competición NPC, celebrada en la Universidad Estatal de Norfolk, llamada Campeonato de Culturismo, Figura y Bikini Lenda Murray, de la que es promotora y organizadora.
También es portavoz de Wings of Strength y es propietaria de la empresa de productos nutricionales Crystal Planet Nutrition.

### Historial competitivo
- 1985 - NPC Michigan State - 4.º puesto
- 1985 - NPC Eastern Michigan - 1º puesto
- 1986 - NPC Michigan - 3.º puesto
- 1986 - NPC Ironwoman Michigan - 3.º puesto
- 1987 - NPC Michigan - 3.º puesto
- 1987 - NPC North Coast - 2.º puesto
- 1988 - NPC Michigan - 1º puesto
- 1989 - NPC Junior Nationals - 1º puesto (HW y Overall)
- 1989 - IFBB North American Championships - 1º puesto (HW y Overall)
- 1990 - IFBB Ms. Olympia - 1º puesto
- 1991 - IFBB Ms. Olympia - 1º puesto
- 1992 - IFBB Ms. Olympia - 1º puesto
- 1993 - IFBB Ms. Olympia - 1º puesto
- 1994 - IFBB Ms. Olympia - 1º puesto
- 1995 - IFBB Ms. Olympia - 1º puesto
- 1996 - IFBB Ms. Olympia - 2.º puesto
- 1997 - IFBB Ms. Olympia - 2.º puesto
- 2002 - IFBB Ms. Olympia - 1º puesto (HW y Overall)
- 2003 - IFBB Ms. Olympia - 1º puesto (HW y Overall)
- 2004 - IFBB Ms. Olympia - 2.º puesto (HW)[1]

## Vida personal
Murray vive en Los Ángeles (California). Es abuela de once hijos y madrastra de cuatro.
Murray ha hecho muchos vídeos para ayudar a otros en su búsqueda de la forma física, ha sido animadora profesional, entrenadora de fitness, entrenadora privada de luchadores profesionales, atletas y otros, además de intentar ser luchadora profesional para la WWE en 1997. En noviembre de 1990, fundó Lenda Murray Inc. Desde junio de 1999 hasta noviembre de 2004, supervisó las operaciones diarias y las actividades administrativas y financieras de The Fitness Firm. De 1999 a 2005, Murray fue propietaria de un gimnasio en Virginia Beach (Virginia) llamado The Fitness Firm.
Murray ha aparecido en programas de entrevistas diurnas como Geraldo,The Montel Williams Show y The Jerry Springer Show. Así mismo, en el año 2015, Murray apareció en la película de Adam Sandler The Ridiculous 6 interpretando a la madre del personaje de Terry Crews.